# Powiat Makowski (Podhalański)

Lage des Powiat Makowski in der Woiwodschaft Krakau

Der Powiat Makowski war ein Powiat (Landkreis), der in den Jahren 1924 bis 1932 im westlichen Teil der polnischen Woiwodschaft Krakau bestand. Er umfasste 823 km² mit 67,378 Einwohnern (Stand 1921). Der Sitz der Kreisverwaltung befand sich in Maków Podhalański. Annäherungsweise entsprach er dem heutigen Powiat Suski in der Woiwodschaft Kleinpolen, umfasste aber auch einige Gemeinden im östlichen Powiat Żywiecki in der Woiwodschaft Schlesien. Mit einem Verstädterungsgrad von 14,6 % zählte er zu den ländlichen Kreisen.

## Geographie
Er lag in den Westbeskiden und wurde von den Kreisen Wadowice, Myślenice, Żywiec sowie Nowy Targ umschlossen. Im Südwesten hatte der Powiat noch kleinen Anteil an der Staatsgrenze zur Tschechoslowakei.

## Geschichte
Der Powiat entstand am 1. Januar 1924 aus dem ehemaligen galizischen Gerichtsbezirk Sucha im Powiat Żywiecki (die Stadt Sucha (Beskidzka) und 8 Gemeinden: Lachowice, Kocoń, Krzeszów, Kurów, Kuków, Pewel, Stryszawa, sowie Ślemień), sowie den Gerichtsbezirken Jordanów (die Stadt und 20 Gemeinden) und Maków (die Stadt Maków (Podhalański) und 10 Gemeinden). Am 30. November 1929 wurden die Gemeinden Chabówka, Ponica und Rdzawka aus dem Powiat Nowotarski angeschlossen, aber Rdzawka kehrte am 23. Juli 1930 zurück.
Die Entstehung des Powiats stieß auf Widerstand, z. B. am westlichen Rand, wo die örtliche Bevölkerung die Zugehörigkeit zu Żywiec vorzog. Der Powiat Makowski wurde am 1. April 1932 aufgelöst und auf die umliegenden Kreise Wadowice, Żywiec, Myślenice und Nowy Targ aufgeteilt.